# Alicia Escardó
Alicia Escardó Vegh (Montevideo, 25 de junio de 1963) es una escritora, gestora cultural y guionista en elearning para contenidos educativos multimedia. 

## Biografía
Egresada de la Facultad de Ingeniería de la Universidad de la República con el título de Analista en Computación". Entre 2002 y 2008 vivió en España y estudió en la Universidad Pompeu Fabra (Barcelona) y en la UNED (Madrid).
Ha publicado varios libros de ficción, en Ediciones de la Banda Oriental , Editorial Trilce, Editorial Fin de Siglo, Quipu Libros y Penguin Random House. Ha participado en dos libros colectivos, publicó cuentos en revistas y ha recibido menciones y premios por su obra literaria.
Ha organizado varios eventos culturales, entre ellos la Semana Negra Uy (reconocido por los Fondos de Incentivo Cultural del MEC, y el Ciclo de Exposiciones de Juan Capagorry, proyecto por el cual ha ganado los Fondos Concursables del MEC.

## Obras
- 2011 El poder invisible[5] (Banda Oriental)
- 2012, La ventana de enfrente[6] (Trilce)
- 2014, El chico que se sentaba en el rincón (Fin de Siglo)
- 2015, Nayla y el misterio XO (Fin de Siglo)
- 2017, Mavi, no te rindas (Quipu)
- 2018, Escape de los Balcanes, (coautoría, Random House)
- 2019, La muerte de Pan (Fin de Siglo)[7][8]
- 2021, A pesar del naufragio (Editorial Planeta)

- 2024, La trama violeta (Agatha Libros).[9]

Libros colectivos
- 2017, Cuentos de montaña errante[10] (Fin de siglo)
- 2018, 25/40 Narradores de la Banda Oriental (Banda Oriental)

Compilación de Antología policial
- 2019, Semana negra.uy: Archivos confidenciales (Ediciones de la plaza).[11]

## Distinciones
- 2000, Concurso de Novela de la Revista Posdata, novela Para llegar al final, mención.
- 2011, Concurso Internacional Horacio Quiroga, libro El poder invisible, Primer premio.
- 2013, Premios anuales de Literatura del MEC,[12] literatura juvenil, Niños como pájaros, Mención.
- 2014, Premio Onetti, IMM,[13] literatura juvenil, Mi pueblo ya no es el mismo, mención
- 2014, Premios anuales de Literatura del MEC,[14]  literatura juvenil, El chico que se sentaba en el rincón, Segundo premio.
- 2014, Premio Nacional de Narrativa Narradores de la Banda Oriental,[15] Fundación Lolita Rubial, narrativa, novela El naufragio, mención.
- 2017,  Premios anuales de Literatura del MEC, literatura juvenil, Nayla y el misterio XO, Primer Premio.
- 2019, Segundo Premio del Concurso de Narrativa del MEC para "Mavi, ¡no te rindas!

## Perfil y entrevistas
- 2020, Entrevista: Hay que hacer cosas, pero pensarlo distinto (El País).[16]
- 2016, Entrevista: El crimen tiene quien lo lea (El País TV Show).[17]